# Fédération béninoise de football
 (mars 2024).
La Fédération béninoise de football (FBF) est une association regroupant les clubs de football du Bénin et organisant les compétitions nationales et les matchs internationaux de la sélection du Bénin.

## Historique
La fédération nationale du Bénin est fondée en 1962. Elle est affiliée à la FIFA depuis 1962 et est membre de la CAF depuis 1969.

## Liste historique des présidents successifs
- Mathurin de Chacus: (2018 2022)[1]; 2022[2]-
- Anjorin Moucharaf; (2005 - 2009) et (2009 à 2013 ):
- Martin Adjagodo[3];
- Moucharafou Gbadamassi (1990-1999) et (2001-2005)[4]
- Marius Dadjo (1988-1990);
- Bio Imorou N’Morou: 1988,
- Noël Agossou Viadénou (1986-1988),
- Marius Dadjo (1982-1986),
- Soulé Dankoro (1980-1982),
- Moucharafou Gbadamassi (1977-1979),
- Frédéric Affo (1975-1977),
- Joseph Houndokinnou (1973-1975),
- Norbert Imbs (1962-1973),

## Logos

Ancien logo